# Jonas Pärsson
Jonas Pärsson, född 27 september 1730 i Pilegård, Foss socken (Bohuslän), död 23 augusti 1798, son till Pär Hansson, var riksdagsman för bondeståndet 1769-1770, 1771-1772, 1778-1779 och 1786.